# Maverick Hunters
Los Maverick Hunters son, en la saga de videojuegos de Capcom Megaman X, el grupo de reploides (androides) organizados que combaten a los Maverick. Luchan en defensa de los humanos y buscando una coexistencia pacífica entre ambas razas (seres humanos y reploides).
El escuadrón fue formado por el Dr. Caín y liderado en sus inicios por la principal creación del doctor, un reploid de combate llamado Sigma.
Posteriormente se incluirían al escuadrón los héroes de la Saga, X y el ex Maverick Zero creado por el mismo Dr Willy.
- Datos: Q9030716